# Chalindrey
Chalindrey is een gemeente in het Franse departement Haute-Marne (regio Grand Est). De gemeente telde 2.347 inwoners op 1 januari 2022. De plaats maakt deel uit van het arrondissement Langres.
De plaats werd in de 15e eeuw en opnieuw aan het begin van de 17e eeuw bijna volledig verwoest door oorlogsgeweld.
In de gemeente ligt spoorwegstation Culmont-Chalindrey. De plaats ontwikkelde zich in de 19e eeuw als spoorwegknooppunt. Er kwam toen ook industrie.

## Geografie
De oppervlakte van Chalindrey bedroeg op 1 januari 2022 20,05 vierkante kilometer; de bevolkingsdichtheid was toen 117,1 inwoners per km².
De plaats ligt op het Plateau de Langres.
De onderstaande kaart toont de ligging van Chalindrey met de belangrijkste infrastructuur en aangrenzende gemeenten.

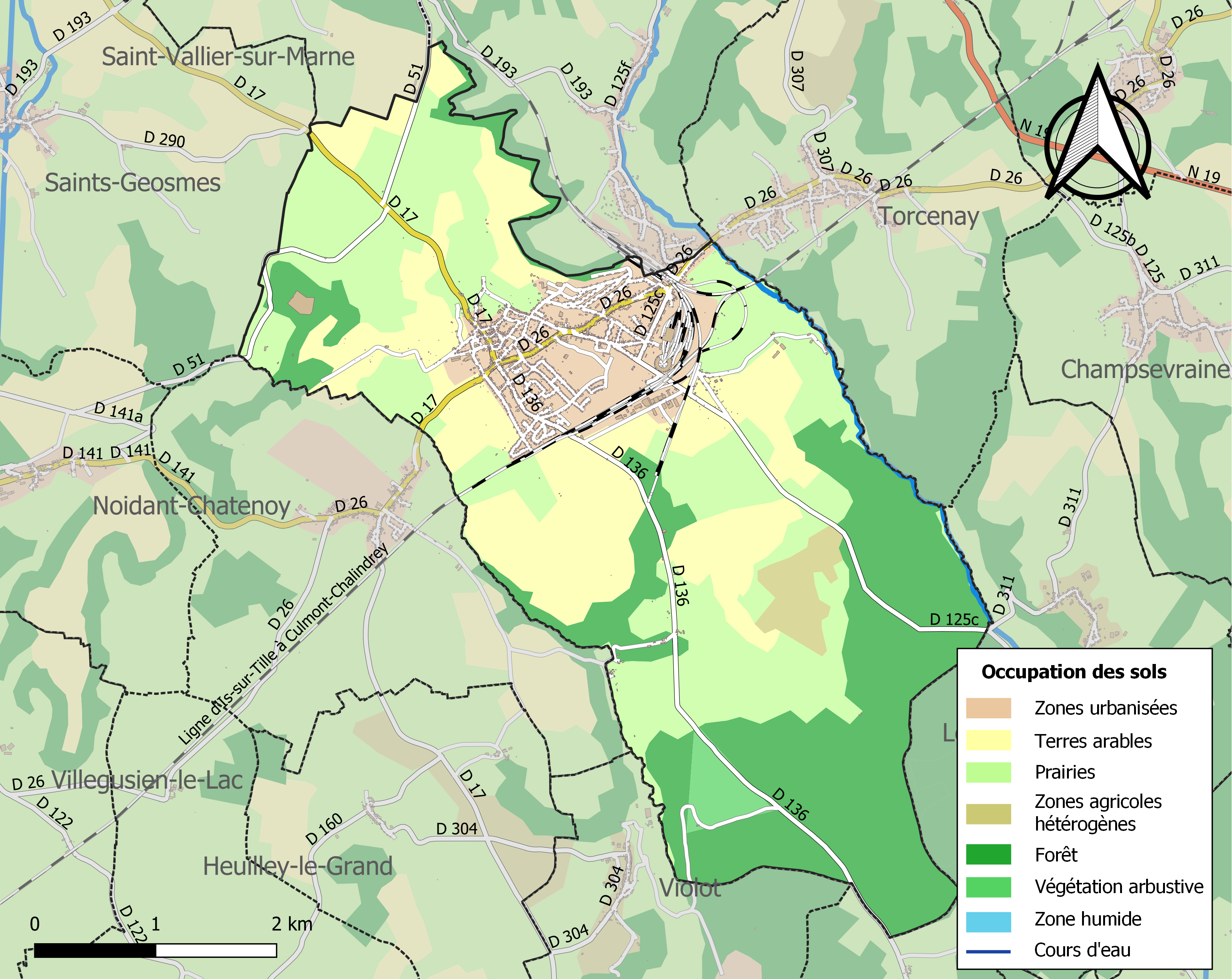

## Demografie
Onderstaande figuur toont het verloop van het inwonertal (bron: INSEE-tellingen).

## Bezienswaardigheden
- Kerk Saint-Gengoulf (17e eeuw)
- Petit Château (eind 17e eeuw)
- Duiventoren (18e eeuw)
- Rotonde / draaischijf voor locomotieven (1948)